# U-458 (tàu ngầm Đức)
U-458  là một tàu ngầm tấn công  Lớp Type VII thuộc phân lớp Type VIIC được Hải quân Đức Quốc Xã chế tạo trong Chiến tranh Thế giới thứ hai. Nhập biên chế năm 1941, nó đã thực hiện được bảy chuyến tuần tra và đánh chìm hai tàu buôn với tổng tải trọng 7.584 GRT. Trong chuyến tuần tra cuối cùng, U-458 bị máy bay ném bom các tàu khu trục hộ tống HMS Easton của Anh và Pindos của Hy Lạp đánh chìm trong Địa Trung Hải vào ngày 22 tháng 8, 1943. 

## Thiết kế và chế tạo

### Thiết kế

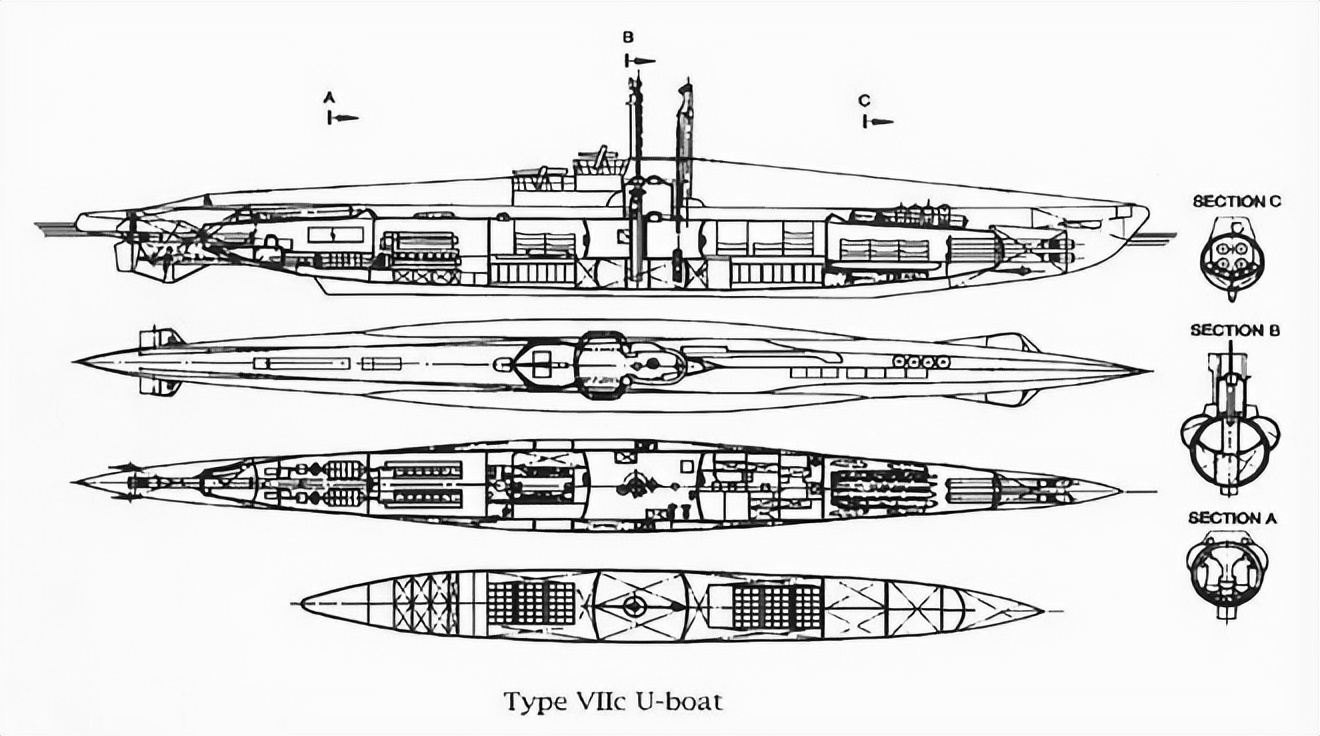
Sơ đồ các mặt cắt một tàu ngầm Type VIIC

Phân lớp VIIC của Tàu ngầm Type VII là một phiên bản VIIB được kéo dài thêm. Chúng có trọng lượng choán nước 769 t (757 tấn Anh) khi nổi và 871 t (857 tấn Anh) khi lặn). Con tàu có chiều dài chung 67,10 m (220 ft 2 in), lớp vỏ trong chịu áp lực dài 50,50 m (165 ft 8 in), mạn tàu rộng 6,20 m (20 ft 4 in), chiều cao 9,60 m (31 ft 6 in) và mớn nước 4,74 m (15 ft 7 in).
Chúng trang bị hai động cơ diesel Germaniawerft F46 siêu tăng áp 6-xy lanh 4 thì, tổng công suất 2.800–3.200 PS (2.100–2.400 kW; 2.800–3.200 bhp), dẫn động hai trục chân vịt đường kính 1,23 m (4,0 ft), cho phép đạt tốc độ tối đa 17,7 kn (32,8 km/h), và tầm hoạt động tối đa 8.500 nmi (15.700 km) khi đi tốc độ đường trường 10 kn (19 km/h). Khi đi ngầm dưới nước, chúng sử dụng hai động cơ/máy phát điện Garbe, Lahmeyer & Co. RP 137/c  tổng công suất 750 PS (550 kW; 740 shp). Tốc độ tối đa khi lặn là 7,6 kn (14,1 km/h), và tầm hoạt động 80 nmi (150 km) ở tốc độ 4 kn (7,4 km/h). Con tàu có khả năng lặn sâu đến 230 m (750 ft).
Vũ khí trang bị có năm ống phóng ngư lôi 53,3 cm (21 in), bao gồm bốn ống trước mũi và một ống phía đuôi, và mang theo tổng cộng 14 quả ngư lôi, hoặc tối đa 22 quả thủy lôi TMA, hoặc 33 quả TMB. Tàu ngầm Type VIIC bố trí một hải pháo 8,8 cm SK C/35 cùng một pháo phòng không 2 cm (0,79 in) trên boong tàu. Thủy thủ đoàn bao gồm 4 sĩ quan và 40-56 thủy thủ.

### Chế tạo
U-458 được đặt hàng vào ngày 16 tháng 1, 1940, và được đặt lườn tại xưởng tàu của hãng Deutsche Werke AG ở Kiel vào ngày 16 tháng 10, 1940. Nó được hạ thủy vào ngày 4 tháng 10, 1941, và nhập biên chế cùng Hải quân Đức Quốc Xã vào ngày 12 tháng 12, 1941 dưới quyền chỉ huy của Hạm trưởng, Trung úy Hải quân Kurt Diggins.

## Lịch sử hoạt động

### 1942
Sau khi hoàn tất việc huấn luyện trong thành phần Chi hạm đội U-boat 8, U-458 được điều sang Chi hạm đội U-boat 3 từ ngày 1 tháng 7, 1942 để hoạt động trên tuyến đầu.

#### Chuyến tuần tra thứ nhất
U-458 khởi hành từ cảng Kiel, Đức vào ngày 21 tháng 6, 1942 cho chuyến tuần tra đầu tiên trong chiến tranh. Nó tiến ra Bắc Hải, rồi băng qua khe GI-UK giữa quần đảo Faroe và Iceland để vòng qua quần đảo Anh và hoạt động trong vùng biển Bắc Đại Tây Dương cho đến tận bờ biển phía Đông của Hoa Kỳ và Canada. Vào ngày 30 tháng 6, nó dùng ngư lôi và hải pháo đánh chìm chiếc tàu buôn Na Uy Mosfruit 2.714 GRT tại tọa độ 56°10′B 23°40′T / 56,167°B 23,667°T. Đến ngày 5 tháng 8, ở vị trí về phía Nam Newfoundland, nó lại đánh chìm tàu chở dầu Anh Arletta 4.870 GRT vốn bị tách rời khỏi Đoàn tàu ON-115, tại tọa độ 44°44′B 55°22′T / 44,733°B 55,367°T. Chiếc U-boat kết thúc chuyến tuần tra khi quay trở về cảng St. Nazaire bên bờ Đại Tây Dương của Pháp đã bị Đức chiếm đóng, đến nơi vào ngày 27 tháng 8.

#### Chuyến tuần tra thứ hai
U-458 xuất phát từ St. Nazaire vào ngày 1 tháng 10 cho chuyến tuần tra thứ hai, và được điều sang hoạt động tại khu vực Địa Trung Hải. Nó thành công khi băng qua eo biển Gibraltar được phía Đồng Minh canh phòng nghiêm ngặt vào ngày 10 tháng 10, và đi đến căn cứ hoạt động mới tại La Spezia, Ý vào ngày 15 tháng 10. Nó chính thức được điều sang Chi hạm đội U-boat 29 từ ngày 1 tháng 11, 1942.

#### Chuyến tuần tra thứ ba
Từ căn cứ La Spezia, U-458 thực hiện chuyến tuần tra thứ ba từ ngày 26 tháng 10 đến ngày 15 tháng 11 để hoạt động tại vùng biển Bắc Phi ngoài khơi Algérie. Vào ngày 15 tháng 11, nó phóng ngư lôi tấn công một tàu khu trục nhưng không có kết quả. Đến ngày 13 tháng 11, nó bị một máy bay ném bom Lockheed Hudson tấn công, và bị hư hại nặng đến mức phải rút lui về căn cứ.

### 1943

#### Chuyến tuần tra thứ tư
U-458 lại xuất phát từ La Spezia vào ngày 6 tháng 2, 1943 cho chuyến tuần tra thứ tư, và tiếp tục hoạt động tại khu vực Bắc Phi ngoài khơi Algérie. Nó không đánh chìm được mục tiêu nào, và đã đi đến căn cứ mới tại Toulon, Pháp vào ngày 11 tháng 3.

#### Chuyến tuần tra thứ năm
Chuyến tuần tra ngắn tiếp theo của U-458, cùng xuất phát và kết thúc tại Toulon, diễn ra dọc bờ biển phía Đông của Tây Ban Nha và kéo dài từ ngày 25 đến ngày 31 tháng 5.

#### Chuyến tuần tra thứ sáu
Trong chuyến tuần tra thứ sáu, U-458 lại hoạt động tại khu vực Bắc Phi ngoài khơi Algérie từ ngày 21 tháng 6 đến ngày 6 tháng 7.

#### Chuyến tuần tra thứ bảy – Bị mất
U-458 xuất phát từ cảng Toulon vào ngày 14 tháng 8 cho chuyến tuần tra thứ bảy để hoạt động dọc theo bờ biển Bắc Phi. Vào ngày 22 tháng 8, nó bị các tàu khu trục hộ tống HMS Easton của Anh và Pindos của Hy Lạp thả mìn sâu đánh chìm trong Địa Trung Hải ở vị trí về phía Đông Nam đảo Pantelleria, tại tọa độ 36°25′B 12°39′Đ / 36,417°B 12,65°Đ. Tám thành viên thủy thủ đoàn của U-458 đã tử trận, và 39 người khác sống sót được cứu vớt và bị bắt làm tù binh chiến tranh.

### "Bầy sói" tham gia
U-458 từng tham gia mt bầy sói:
- Tümmler (1 – 11 tháng 10, 1942)

### Tóm tắt chiến công
U-458 đã đánh chìm được hai tàu buôn tổng tải trọng 7.584 GRT:
| Ngày             | Tên tàu  | Quốc tịch      | Tải trọng | Số phận      |
| ---------------- | -------- | -------------- | --------- | ------------ |
| 30 tháng 6, 1942 | Mosfruit | Norway         | 2.714     | Bị đánh chìm |
| 5 tháng 8, 1942  | Arletta  | United Kingdom | 4.870     | Bị đánh chìm |